# Listovka
Listovka je zemina používaná v zahradnictví. Listovka vzniká rozkladem listí listnatých stromů na hromadě bez dalších příměsí.

## Vlastnosti
Zemina je lehká a nakypřující. Fyzikální a chemické vlastnosti listovky mohou být různé podle stáří a druhu dřevin z nichž byly použité listy. Jednoleté listovky jsou však obvykle kyselejší než starší listovky. Jsou obvykle dost lehké a velkou část tvoří organické zbytky. Zemina má značnou nasáklivost pro vodu, starší listovky mají avšak vodní kapacitu značně menší. Ovšem reakce zeminy je spíše neutrální, je udáváno  pH 6.7. Listovky mají malý obsah živin, jsou mnohdy považovány za vhodné k přípravě výsevních směsí a pěstování mladých rostlin. 
Zvláštní význam má listovka z buku, která se rozkládá velmi pomalu a slouží i jako tepelně izolační vrstva ale i k provzdušnění ve směsi některých substrátů. 
Některé listovky mohou mít špatný vliv na vývoj klíčních rostlin, obsahují látky zabraňující nebo zpomalující klíčení a jiné alelopatické látky. 

## Použití
Listovka je považována za drahou zeminu s ohledem na její pracnou a zdlouhavou přípravu. Je vhodná do směsí pro begónie, bramboříky, kapradiny nebo druhy čeledi broméliovitých. Ve velkovýrobních podnicích se nahrazuje jinými humusovými zeminami, obvykle rašelinou.
Listovka (nebo listový stroj) je také zařízení k tvorbě prošlupu na tkacím stroji.